# Брукер, Иэн
Ма́рри И́эн Хилл Бру́кер (англ. Murray Ian Hill Brooker, 2 июня 1934, Аделаида, Австралия — 25 июня 2016, Канберра, Австралия) — австралийский ботаник.

## Биография
Много путешествовал по Австралии для сбора образцов и опубликовал 100 научных работ. Он внёс значительный вклад в ботанику, описав множество видов семенных растений.
Широко известен как видный специалист по роду Эвкалипт. Он путешествовал по миру и был в США, Бразилии, многих странах Европы, Африки, Южной и Восточной, в Марокко, Израиле, Индии, Китае, Новой Зеландии.

## Награды и звания
В 2006 году стал членом Ордена Австралии.

## Основные публикации
- Field Guide to Eucalypts, Melbourne, 1983—1994, 3 volumes: South-Eastern Australia, South-western and Southern Australia, Northern Australia.